# مراقبة الضغط داخل القحف
تستخدم مراقبة الضغط داخل القحف أو مراقبة الضغط داخل الجمجمة في علاج عدد من الحالات العصبية التي تتراوح من إصابات الدماغ الرضحية الشديدة إلى السكتة الدماغية والنزوف الدماغية. تكون مراقبة الضغط داخل القحف مهمة لأن الزيادة المستمرة في الضغط داخل القحف تترافق بمآل سيئ في إصابات الدماغ بسبب انخفاض توصيل الأكسجين إلى المنطقة المصابة وخطر حدوث انفتاق الدماغ.
تستخدم مراقبة الضغط داخل القحف عادةً لدى المرضى الذين انخفضت درجاتهم على مقياس غلاسكو للغيبوبة، ما يشير إلى تراجع الوظيفة العصبية عندهم. وتستخدم أيضًا عند المرضى الذين أظهر التصوير الطبقي المحوسب للدماغ لديهم نتائج غير مطمئنة قد تشير إلى انضغاط البنى الدماغية بفعل الوذمة.
معظم طرق قياس الضغط داخل القحف المتاحة سريريًا غازية، وتتطلب إجراء جراحة لوضع المقياس في الدماغ نفسه. من بين هذه الطرق، يعد النزح البطيني الخارجي المعيار الذهبي الحالي لأنه يسمح للأطباء بمراقبة الضغط داخل القحف وعلاج ارتفاعه عند الحاجة. تجري حاليًا دراسة بعض طرق قياس الضغط داخل القحف غير الغازية، دون أن يتمكن أي منها حتى الآن من تقديم نفس الدقة والموثوقية التي تقدمها الطرق الغازية.
مراقبة الضغط داخل القحف مجرد أداة يمكنها قياس الضغط داخل الجمجمة. وتُستخدم مع تقنيات أخرى مثل تعديل إعدادات جهاز التنفس الاصطناعي للتحكم بمستويات ثنائي أكسيد الكربون في الدم وتعديل وضعية الرأس والرقبة والعلاجات الأخرى مثل العلاج بفرط الأسمولية والأدوية وخفض درجة الحرارة الأساسية. ومع ذلك، لا يوجد حاليًا توافق في الآراء بشأن الفائدة السريرية المرجوة من مراقبة الضغط داخل القحف في علاج ارتفاع الضغط داخل القحف مع وجود أدلة تدعم استخدامها وأخرى لم تجد أي فائدة لها في تقليل معدلات الوفاة.

## الفيزيولوجيا المرضية
تؤدي معظم أذيات الدماغ إلى تطور الوذمة الدماغية. ونظرًا إلى أن الدماغ محاط بالجمجمة، فلن يكون قادرًا على تحمل الوذمات فوق حد معين، لذا تتأثر وظيفته الطبيعية بشدة. يوجد نوعان من النتائج السلبية المحتملة لهذه الوذمة: الإقفار بسبب ضغط أنسجة الدماغ ما يؤدي إلى نقص الدم والأكسجين، وفتق الدماغ.
العناصر الثلاثة المهمة في تحديد الضغط داخل القحف هي الدورة الدموية في الدماغ والسائل الدماغي الشوكي وأنسجة الدماغ نفسها. يحدد قانون مونرو كيلي العلاقة بين هذه العناصر، ويوضح القانون أن توذم الدماغ سيؤدي إلى ارتفاع الضغط داخل القحف وانخفاض التروية الدماغية. عندما تتجاوز وذمة الدماغ نقطة معينة تسمى ضغط الإغلاق الحرج، تنخمص الشُرينات التي تغذي الدماغ بالدم. يمكن أن تسبب هذه الإصابة الثانوية تلفًا دائمًا في الدماغ بسبب نقص الأكسجين.
يمكن أن يحدث انفتاق الدماغ عندما يتجاوز الضغط داخل القحف ضغط القناة الشوكية. وهذا الأمر خطير لأنه يمكن أن يؤدي إلى انضغاط مناطق مهمة مثل جذع الدماغ الذي ينظم التنفس ما يؤدي إلى ضعف عصبي كبير أو يصل إلى الموت.

## الطرق
في الظروف الطبيعية، يمكن أن تسبب الحركات العادية مثل الانحناء إلى الأمام ونبضات القلب الطبيعية والتنفس تغيرات في الضغط داخل القحف. يتعامل مقياس الضغط داخل القحف مع هذه التغيرات من خلال تقديم متوسط القياسات على مدى 30 دقيقة عند المرضى غير المصابين بالغيبوبة. تبلغ القراءات الطبيعية قيمًا بين 7-15 مم زئبقي عند البالغين، و3-7 مم زئبقي عند الأطفال، و1.4-6 مم زئبقي عند الرضع.